# Louis Saillant
Louis Saillant, né le 27 novembre 1910 à Valence (Drôme) et mort le 28 octobre 1974 à Paris, est un syndicaliste et un résistant français.

## Biographie
Ouvrier sculpteur sur bois, adhérent de la Fédération CGT du bois, Louis Saillant est d'abord proche de Léon Jouhaux et de la tendance non-communiste de la CGT, majoritaire jusqu'à la Libération. En 1936, à la suite de la réunification syndicale et du regroupement des fédérations du bâtiment et du bois, il devient secrétaire de la Fédération nationale des salariés des industries du bâtiment et du bois CGT, une des plus importantes de la Confédération.
Le 15 novembre 1940, alors que René Belin vient de dissoudre les organisations syndicales, il est un des signataires du Manifeste des Douze, acte fondateur du syndicalisme français dans son opposition à Vichy. Comme la plupart des signataires de ce manifeste, il rejoindra rapidement le mouvement de Résistance «Libération-Nord». Il sera dès lors un résistant pugnace et infatigable.
Ainsi, en mars 1943, il organise une fédération clandestine CGT des PTT. Le 17 avril 1943, avec Robert Bothereau, il organise clandestinement au Perreux, dans la banlieue parisienne, une rencontre avec les ex-unitaires Henri Raynaud et André Tollet. Cette rencontre est à l'origine des Accords du Perreux qui met un terme à la division de la CGT tant sur le plan de l'action que de l'organisation.
Il est le représentant de la CGT au Conseil national de la Résistance (CNR), dont il prend la présidence le 11 septembre 1944. On le retrouvera ensuite à Alger, comme représentant de la CGT au GPRF. En novembre 1944, il est délégué par le CNR à l'Assemblée consultative provisoire. Il y siège jusqu'à la dissolution de celle-ci, en août 1945.
À la Libération, il entre au Bureau confédéral. En mars 1946, à l'issue de la « Conférence syndicale mondiale », qui se tient à Paris sous la présidence de Léon Jouhaux et en présence de trois cents délégués de soixante-cinq pays, naîtra la Fédération syndicale mondiale (FSM), dont il deviendra le secrétaire général jusqu'en 1968.
Alors qu'au sein de la CGT, il animait un groupe « centriste », situé entre les amis de Jouhaux et les communistes menés par Benoît Frachon, lors de la scission de décembre 1947, il reste aux côtés de ce dernier à la Confédération générale du travail, refusant de rejoindre Jouhaux et Bothereau dans la nouvelle CGT-Force ouvrière.
Après son départ, en 1969, du secrétariat de la FSM, en raison de sa condamnation de l'intervention soviétique en Tchécoslovaquie, il réintègre le Bureau confédéral de la CGT, dont il est membre jusqu'à sa mort.
Membre du Mouvement de la paix, il reçoit le prix Lénine pour la paix en 1958. Sa dernière épouse, née Josette Kriner, est morte en 2016 à 92 ans.

## Distinctions
- Chevalier de la Légion d'honneur
- Croix de guerre 1939–1945
- Médaille de la Résistance française

## Publications
- L'organisation de la paix et l'unité syndicale internationale - Rapport présenté au Comité Confédéral National du 27, 28 et 29 mars 1945. CGT, 1945
- La FSM au service des travailleurs de tous les pays (1945-1960), éd. MSM, 1960
- Les chemins de l'unité syndicale - VIe congrès syndical mondial (Varsovie, 10/1965), éd. FSM, 1965

### Article annexe
- Bureau confédéral de la CGT